# Zidan Sertdemir
Batuhan Zidan Sertdemir (* 4. Februar 2005 in Ishøj) ist ein dänischer Fußballspieler. Er ist als zentraler Mittelfeldspieler beim FC Nordsjælland aktiv. Er ist der jüngste eingesetzte Ausländer in der deutschen Bundesliga seit deren Gründung. Des Weiteren ist Sertdemir seit 2020 dänischer Nachwuchsnationalspieler. 

## Karriere

### Verein
Zidan Sertdemir, der türkische Wurzeln hat, wurde in Ishøj, einem Vorort von Kopenhagen, geboren, kam im Alter von zwölf Jahren von Brøndby IF zum FC Nordsjælland und zählte in der höchsten dänischen Nachwuchsliga zu den aufstrebendsten Talenten. Er zog das Interesse des niederländischen Vereins Ajax Amsterdam, der deutschen Bundesligisten VfL Wolfsburg, Bayer 04 Leverkusen sowie Borussia Mönchengladbach, TSG 1899 Hoffenheim und des englischen FC Arsenal auf sich. Sertdemirs Eltern bevorzugten allerdings einen Wechsel in die Bundesliga, da sie der Werdegang des Norwegers Erling Haaland bei Borussia Dortmund beeindruckt hatte. Für die Profimannschaft des FC Nordsjælland kam er nie in einem Pflichtspiel zum Einsatz, allerdings gehörte er im Januar 2021 bei Freundschaftsspielen gegen Viborg FF sowie gegen Fremad Amager und Næstved BK zum Kader. Sertdemirs Junioren-Vertrag beim FC Nordsjælland lief bis zum Jahr 2022.
Im Juni 2021 wechselte Sertdemir nach Deutschland in das Nachwuchsleistungszentrum von Bayer 04 Leverkusen. Vorbehaltlich der Zustimmung der FIFA erhielt er einen bis zum 30. Juni 2024 laufenden Vertrag und war für die U19 der Rheinländer vorgesehen, wobei er die Vorbereitung auf die Spielzeit 2021/22 bei den Profis verbringen solle.
Nachdem er bereits mehrmals im Spieltagskader der Profimannschaft gestanden hatte, setzte Cheftrainer Gerardo Seoane Anfang November den Dänen in der Ligapartie gegen Hertha BSC im Berliner Olympiastadion als Einwechselspieler für Jeremie Frimpong zum Ende des Spiels ein. Sertdemir wurde damit im Alter von 16 Jahren und 276 Tagen zum jüngsten Profispieler von Bayer 04 Leverkusen seit dessen Vereinsgründung. Er unterbot seinen Mannschaftskollegen Iker Bravo um 11 Tage, der erst ebenfalls 11 Tage zuvor in der ersten Mannschaft debütiert hatte. Zusätzlich nahm Sertdemir die Position als bis dahin zweitjüngster eingesetzter Spieler sowie jüngster Ausländer der Bundesliga seit ihrer Gründung ein. Außerdem ist er der fünfte Spieler, der vor seinem 17. Geburtstag eine Partie in der Liga bestritt.
Ende Januar 2023 kehrte Sertdemir zum FC Nordsjælland zurück. Da die FIFA das Spielerzertifikat von Sertdemir nicht anerkannte, konnte er noch nicht für den Verein spielen, weshalb der FC Nordsjælland das internationale Sportgerichtshof (CAS) einschaltete. Der Verein scheiterte, so dass Sertdemir in der Saison 2022/23 kein Spiel absolvieren und erst zur Spielzeit 2023/24 wieder spielberechtigt sein wird.

### Nationalmannschaft
Zidan Sertdemir debütierte am 9. Oktober 2020 beim 2:0-Sieg im Freundschaftsspiel gegen Deutschland an der Sportschule Wedau in Duisburg für die dänische U16-Nationalmannschaft, in dem ihm der Treffer zum Endstand gelang. Bis 2021 schoss er zwei Tore in vier Partien für die U16. Sertdemir debütierte für die dänische U17 Anfang September 2021 in einem Freundschaftsspiel. Im November 2021 kündigte er an, auch weiterhin für dänische Auswahlteams zu spielen; zu diesem Zeitpunkt wäre er noch für türkische Auswahlmannschaften spielberechtigt gewesen.